# Mill Valley
Mill Valley je město v okresu Marin County v Kalifornii o rozloze 12,555 km². V roce 2010 zde žilo 13 903 obyvatel (roku 1910 zde žilo 2551 lidí). Každoročně se zde pořádá filmový festival Mill Valley Film Festival. Město leží na západním a severním pobřeží Richardsonova zálivu, na východních svazích hory Mount Tamalpais.